# Arquivo Nacional da Torre do Tombo
L'Arquivo Nacional da Torre do Tombo (literalment, en portuguès: Arxiu Nacional de la Torre de la Tomba), és l'arxiu nacional portuguès establert el 1378. Està situat a Lisboa. Es rebatejà el 2009 com a Instituto dos Arquivos Nacionais (literalment, en portuguès: Institut dels Arxius Nacionals).

## Col·leccions significatives
Entre les col·leccions significatives a l'Arquivo hi ha molts elements sobre les exploracions portugueses i descobertes a l'Àfrica, Àsia i Amèrica Llatina. El Corpo Cronológico (Corpus Cronològic), una col·lecció de manuscrits sobre les descobertes portugueses, ha estat inscrit en la Memòria de la UNESCO el 2007 en reconeixement de la seva vàlua històrica "per al coneixement de la història política, diplomàtica, militar, econòmica i religiosa de nombrosos països en el temps de les Descobertes Portugueses." Un altre element sobre les descobertes portugueses, la Carta de Pero Vaz de Caminha, també és inscrita al Programa Memòria del Món de la UNESCO des de 2005. Aquesta carta és el primer document que descriu la terra i la gent del que es convertiria més tard en el Brasil.